# Hemibungarus calligaster
Hemibungarus calligaster är en ormart som beskrevs av Wiegmann 1835. Hemibungarus calligaster är ensam i släktet Hemibungarus som ingår i familjen giftsnokar. IUCN kategoriserar arten globalt som livskraftig.
Arten förekommer i Filippinerna. Den lever i låglandet och i låga bergstrakter upp till 900 meter över havet. Hemibungarus calligaster vistas i fuktiga skogar och den besöker angränsande områden.
Denna orm är med en längd upp till 75 cm liten. Den jagar antagligen ödlor och andra ormar. Honor lägger ägg. Med sin färgteckning påminner Hemibungarus calligaster om korallormar.

## Underarter
Arten delas in i följande underarter:
- H. c. calligaster
- H. c. gemiannulis
- H. c. mcclungi